# Wheeler Army Airfield
Wheeler AFB is een vliegbasis van het United States Army en plaats (census-designated place) in de Amerikaanse staat Hawaï, en valt bestuurlijk gezien onder Honolulu County.

## Demografie
Bij de volkstelling in 2000 werd het aantal inwoners vastgesteld op 2829.

## Geografie
Volgens het United States Census Bureau beslaat de plaats een oppervlakte van
5,9 km², waarvan 5,9 km² land en 0,0 km² water.

## Wheeler Field
In 1922 arriveerden de eerste 20 man om een vliegveld aan te leggen op het exercitieveld van Schofield Barracks. De basis werd vernoemd naar majoor Shelden H. Wheeler die in 1921 door een ongeval om het leven was gekomen. Aan het begin van de dertiger jaren lagen er drie banen voor het opstijgen en landen van vliegtuigen en later werd een vierde baan toegevoegd. De meeste gebouwen en hangars liggen ten noorden van de banen. Op 7 december 1941 waren er zo’n 90 vliegtuigen op de basis, waarvan 52 moderne Curtiss P-40 Warhawk toestellen. Tijdens de aanval op Pearl Harbor werd het vliegveld ook aangevallen. De aanval begon om 07:55 uur en eindigde om 09:45 uur. Er was een groot gebrek aan luchtafweergeschut en bunkers voor het stallen van de vliegtuigen ontbraken. Ze stonden in rijen voor de hangars opgesteld en waren een gemakkelijke doel voor de Japanse aanvallers. In totaal werden 83 vliegtuigen vernietigd en vielen er 38 doden en 95 gewonden. Na de aanval werd de basis snel hersteld en speelde een belangrijke rol tijdens de hele Tweede Wereldoorlog. In 1949 namen de activiteiten sterk af, maar tijdens de Koreaanse Oorlog werd de basis weer veelvuldigd gebruikt. In 1971 werd het vliegveld geschikt gemaakt voor gebruik door helikopters waardoor een enkele baan is overgebleven.
Op 1 november 1991 werd de vliegbasis overgedragen van de United States Air Force naar het United States Army.

Locatie Wheeler Field een aanvalslijnen Japanse vliegtuigen
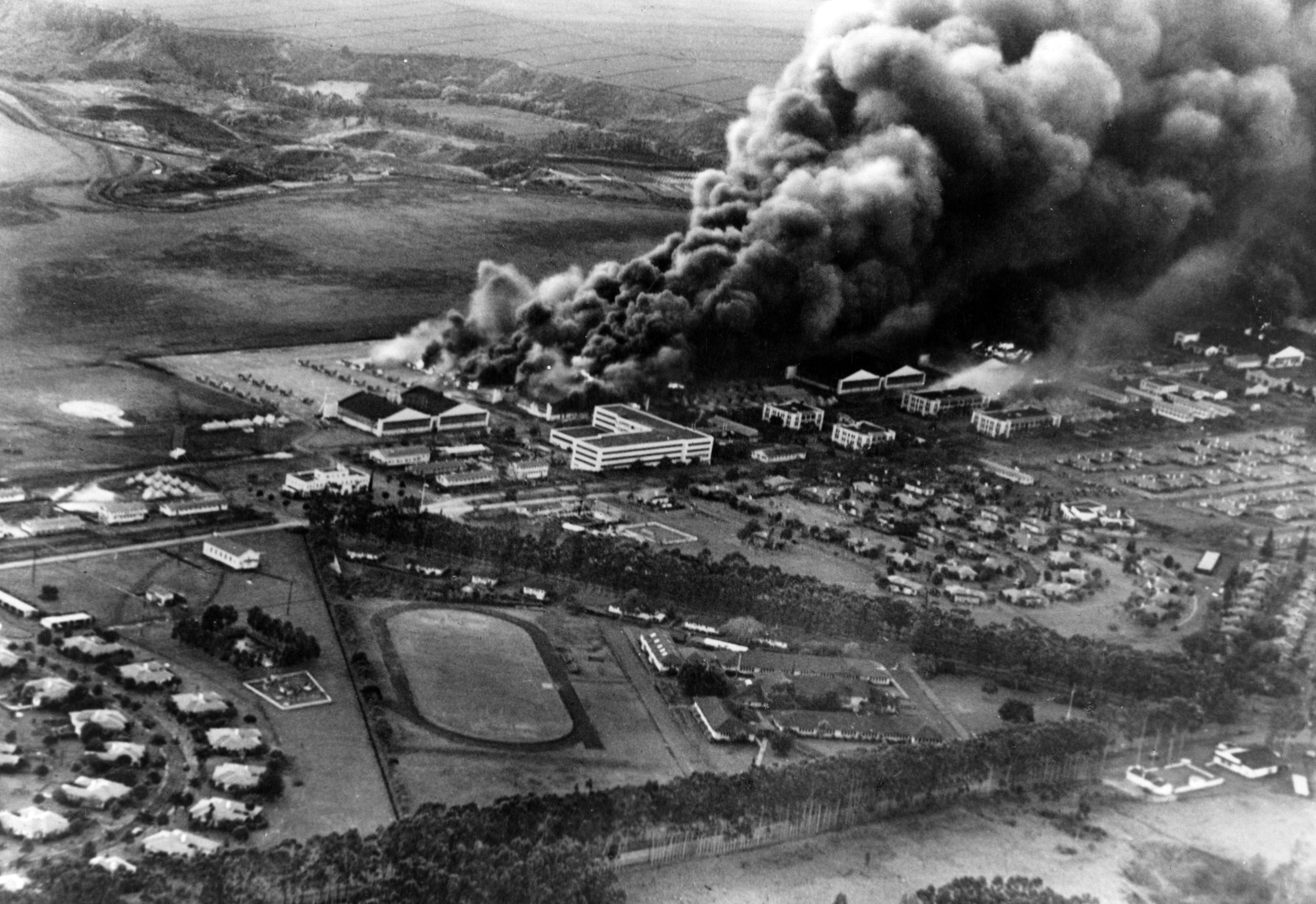
Japanse foto van brandende vliegtuigen en gebouwen tijdens de aanval op 7 december 1941
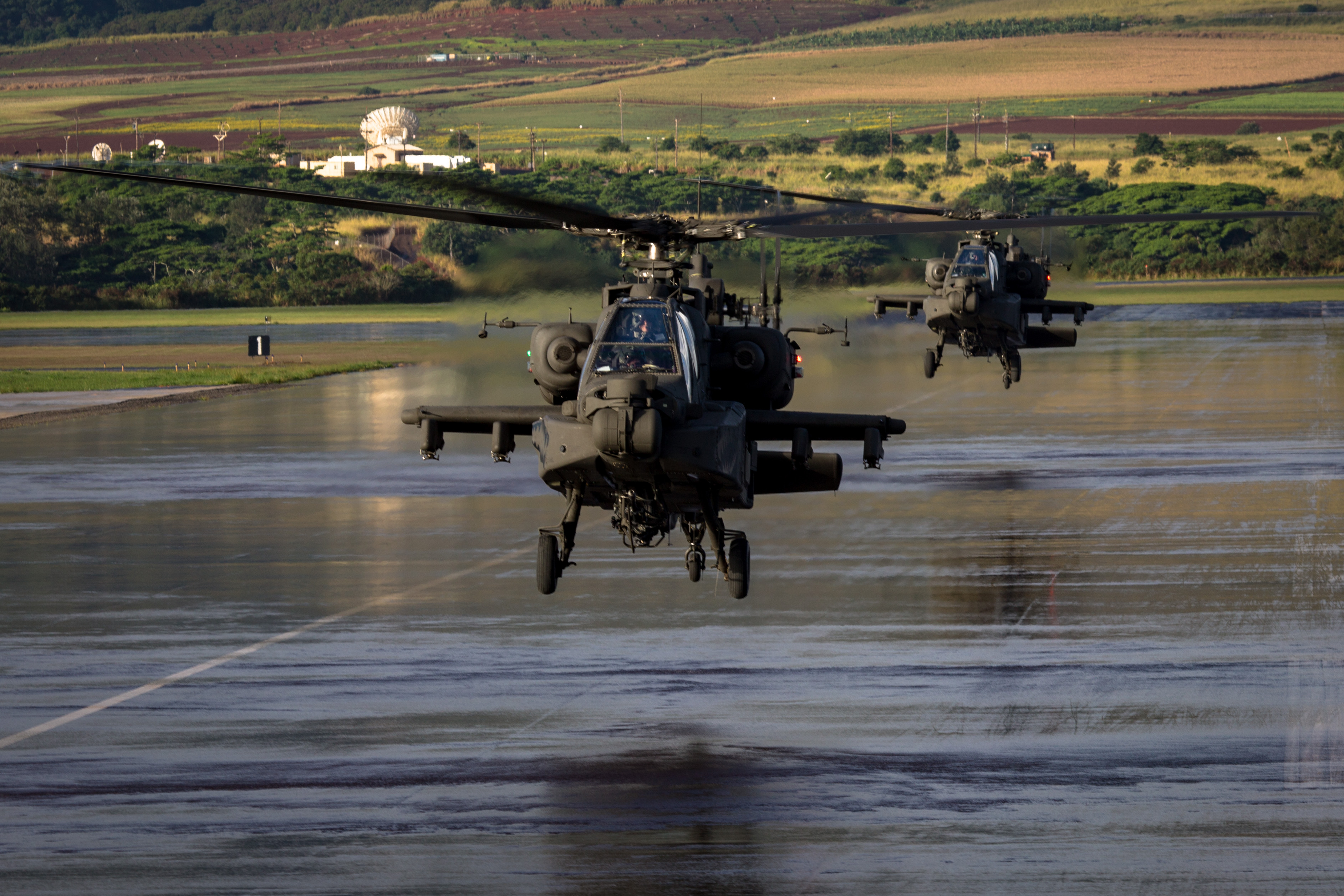
AH-64 Apache helikopters op de basis (2016)

## Plaatsen in de nabije omgeving
De onderstaande figuur toont nabijgelegen plaatsen in een straal van 8 km rond Wheeler AFB.